# Hugh Matheson
Hugh Patrick Matheson (* 16. April 1949) ist ein ehemaliger britischer Ruderer, der 1976 eine olympische Silbermedaille im Achter gewann. Bei Weltmeisterschaften gewann er ebenfalls einmal Silber.

## Sportliche Karriere
Der 1,96 m große Hugh Matheson besuchte das Eton College, dann das Keble College der University of Oxford und die University of Pennsylvania. Für Oxford nahm Matheson 1969 am Boat Race teil und verlor.
1972 trat der britische Vierer mit Steuermann in der Besetzung Christopher Pierce, Willy Almand, Hugh Matheson, Rooney Massara und Steuermann Patrick Sweeney an. Bei den Olympischen Spielen 1972 in München belegte die britische Crew den zehnten Platz im Vierer mit Steuermann. Im Jahr darauf wurde Matheson bei den Europameisterschaften 1973 in Moskau Elfter im gesteuerten Vierer. Bei den Weltmeisterschaften 1974 in Luzern siegte der Achter aus den Vereinigten Staaten vor dem Achter aus dem Vereinigten Königreich, der in der Besetzung Frederick Smallbone, John Yallop, Timothy Crooks, Hugh Matheson, David Maxwell, Jim Clark, William Mason, Leonard Robertson und Steuermann Patrick Sweeney antrat. Dies war die erste Weltmeisterschaftsmedaille für einen britischen Männer-Achter.
1975 ruderten Richard Lester, Matheson, Crooks, Richard Ayling und Sweeney bei den Weltmeisterschaften in Nottingham im Vierer mit Steuermann und belegten den vierten Platz mit einer Sekunde Rückstand auf die drittplatzierten Deutschen. Bei den Olympischen Spielen 1976 in Montreal startete der britische Achter in der Besetzung Richard Lester, John Yallop, Timothy Crooks, Hugh Matheson, David Maxwell, Jim Clark, Frederick Smallbone, Leonard Robertson und Patrick Sweeney. Im Vorlauf belegten die Briten mit fast fünf Sekunden Rückstand auf den Achter aus der DDR den zweiten Platz. Mit einem Sieg im Hoffnungslauf erreichten die Briten das Finale. Im Finale gewann der Achter aus der DDR mit zweieinhalb Sekunden Vorsprung auf die Briten, die ihrerseits zweieinhalb Sekunden Vorsprung auf die drittplatzierten Neuseeländer hatten.
Nach zwei Jahren Unterbrechung nahm Matheson 1979 wieder an den Weltmeisterschaften teil. Er erreichte das Finale im Einer und ruderte auf den fünften Platz. Bei der Henley Royal Regatta siegte Matheson 1979 im Einer. 1980 bei den Olympischen Spielen in Moskau belegte er den sechsten Platz im Einer.